# Cláudio Taffarel
Cláudio André Mergen Taffarel (Santa Rosa, Río Grande del Sur, 8 de mayo de 1966) es un exfutbolista brasileño que se desempeñaba en la posición de guardameta. Es reconocido por ser el portero titular de la selección brasileña durante un largo período, logrando su mayor éxito en la Copa Mundial de 1994, que Brasil se adjudicó. Actualmente es el entrenador de porteros de la selección de fútbol de Brasil.

## Trayectoria
Taffarel comenzó su carrera jugando para Internacional, pero solo apareció en 14 juegos de la Serie A de Brasil durante su período de cinco años, sin embargo, recibió el premio Balón de Oro para la temporada 1988. En 1990, se mudó al extranjero y fichó por el Parma de Italia, un club que acababa de ascender a la Serie A Italiana por primera vez en su historia; según un artículo de 2003 de Andrea Schianchi de La Gazzetta dello Sport, el traslado de Taffarel a Parma también se llevó a cabo por razones comerciales, ya que en ese momento, Calisto Tanzi, el entonces propietario de Parmalat–la empresa propietaria del club–, buscaba que el portero brasileño se convirtiera en la cara de la nueva campaña publicitaria de la corporación tras su reciente expansión a Brasil. Taffarel se convirtió en el primer portero no italiano en jugar en la Serie A, y procedió a aparecer en los 34 partidos de liga en la siguiente campaña bajo el mando de Nevio Scala, ya que el equipo de Emilia-Romaña terminó en sexta posición y se clasificó para la Copa de la UEFA. Ganó la Copa Italia en 1992 y la Recopa de Europa en 1993 durante su primera etapa en el club, aunque tras una serie de actuaciones poco convincentes, y la normativa de la época que solo permitía tres jugadores no italianos en el once inicial del equipo (con Faustino Asprilla, Tomas Brolin y Georges Grün normalmente seleccionados para inicio por Scala), fue relegado al banquillo en el transcurso de las siguientes dos temporadas, inicialmente detrás de Marco Ballotta y más tarde Luca Bucci.
En 1993, Taffarel, ahora solo un suplente en Parma, fichó por el equipo Reggiana de la Serie A donde fue la primera opción durante la temporada siguiente en un estrecho escape del descenso. Sin embargo, posteriormente fue eliminado del primer equipo en 1994 y permaneció sin un club profesional en el período previo y posterior a la Copa del Mundo de ese año en los Estados Unidos, jugando en cambio a nivel amateur con el equipo de su iglesia local, e incluso apareciendo como un delantero centro en ocasiones. Posteriormente, regresó a su país de origen en 1995 y jugó tres años en el Atlético Mineiro.
El 24 de junio de 1998, cuando aún jugaba con la Seleçao en la Copa Mundial de la FIFA 1998 en Francia, Taffarel firmó un contrato de dos años con el Galatasaray en Disneyland Park. Galatasaray ha pagó una tarifa de transferencia de alrededor de $ 1,5 millones a su antiguo club, el Atlético Mineiro. En el Galatasaray ganó seis trofeos importantes durante su período de tres años, entre los que destacan dos títulos de la Süper Lig y la Copa de la UEFA 1999-2000 y la Supercopa de la UEFA 2000; en la final de esta última competición: una victoria por 4-1 en la tanda de penaltis sobre el Arsenalluego de un empate 0-0 después de 120 minutos, fue elegido jugador del partido. Cerró su carrera con el Parma uniéndose al equipo en 2001; apareció principalmente como portero de segunda opción detrás de Sébastien Frey durante su segunda etapa con el club, pero fue titular en los dos partidos de la final de la Copa Italia de 2002, que vio al Parma triunfar sobre los recién coronados campeones de la Serie A, Juventus. Se retiró en 2003, tras temporada y media en el club, a los 37 años, y tras haber rechazado una oferta del Empoli. Su auto se rompió cuando iba a firmar el contrato, lo que luego calificó como una "señal de Dios".

## Selección brasileña
Para la Selección de fútbol de Brasil, Taffarel tiene el récord de participaciones de un arquero brasileño, con 101 partidos disputados. Otro mérito fue disputar las ediciones de las Copas del Mundo de 90 a 98. En este último, destacó particularmente su actuación contra Países Bajos, donde atajó dos penales. Taffarel recibió 15 goles mientras defendió a Brasil en los tres Mundiales que disputó.

### Participaciones en Copas del Mundo
| Mundial                                | Sede            | Resultado        | Partidos | Goles |
| -------------------------------------- | --------------- | ---------------- | -------- | ----- |
| Copa Mundial de Fútbol Juvenil de 1985 | Unión Soviética | Campeón          | 6        | -1    |
| Copa Mundial de Fútbol de 1990         | Italia          | Octavos de final | 4        | -2    |
| Copa Mundial de Fútbol de 1994         | Estados Unidos  | Campeón          | 7        | -3    |
| Copa Mundial de Fútbol de 1998         | Francia         | Subcampeón       | 7        | -10   |

### Participaciones en Copa América
| Copa              | Sede    | Resultado        | Partidos | Goles |
| ----------------- | ------- | ---------------- | -------- | ----- |
| Copa América 1989 | Brasil  | Campeón          | 7        | -1    |
| Copa América 1991 | Chile   | Subcampeón       | 7        | -8    |
| Copa América 1993 | Ecuador | Cuartos de final | 1        | 0     |
| Copa América 1995 | Uruguay | Subcampeón       | 4        | -1    |
| Copa América 1997 | Bolivia | Campeón          | 6        | -3    |

### Participaciones en Juegos Olímpicos
| Juegos                   | Sede | Resultado  | Partidos | Goles |
| ------------------------ | ---- | ---------- | -------- | ----- |
| Juegos Olímpicos de 1988 | Seúl | Subcampeón | 6        | -3    |

## Clubes
| Club                | País    | Año       |
| ------------------- | ------- | --------- |
| S. C. Internacional | Brasil  | 1984-1990 |
| Parma F. C.         | Italia  | 1990-1993 |
| AC Reggiana         | Italia  | 1993-1994 |
| Atlético Mineiro    | Brasil  | 1995-1998 |
| Galatasaray S. K.   | Turquía | 1998-2000 |
| Parma F. C.         | Italia  | 2000-2003 |

## Palmarés

### Copas regionales
| Título             | Equipo           | Estado       | Año  |
| ------------------ | ---------------- | ------------ | ---- |
| Campeonato Mineiro | Atlético Mineiro | Minas Gerais | 1995 |

### Copas nacionales
| Título               | Equipo      | País    | Año  |
| -------------------- | ----------- | ------- | ---- |
| Copa Italia          | Parma       | Italia  | 1992 |
| Superliga de Turquía | Galatasaray | Turquía | 1999 |
| Copa de Turquía      | Galatasaray | Turquía | 1999 |
| Superliga de Turquía | Galatasaray | Turquía | 2000 |
| Copa de Turquía      | Galatasaray | Turquía | 2000 |
| Copa Italia          | Parma       | Italia  | 2002 |

### Copas internacionales
| Título                 | Equipo              | Sede            | Año     |
| ---------------------- | ------------------- | --------------- | ------- |
| Copa Mundial Sub-20    | Selección de Brasil | Unión Soviética | 1985    |
| Juegos Panamericanos   | Selección de Brasil | Estados Unidos  | 1987    |
| Juegos Olímpicos       | Selección de Brasil | Corea del Sur   | 1988    |
| Copa América           | Selección de Brasil | Brasil          | 1989    |
| Recopa de Europa       | Parma               | Inglaterra      | 1992-93 |
| Copa Mundial de Fútbol | Selección de Brasil | Estados Unidos  | 1994    |
| Copa América           | Selección de Brasil | Bolivia         | 1997    |
| Copa Conmebol          | Atlético Mineiro    | Brasil          | 1997    |
| Copa de la UEFA        | Galatasaray         | Dinamarca       | 2000    |
| Supercopa de Europa    | Galatasaray         | Mónaco          | 2000    |

## Post retiro
Taffarel y su excompañero de Atlético Mineiro, Paulo Roberto, pusieron en marcha una agencia de jugadores, enfocada principalmente en jóvenes promesas.
Durante la Copa del Mundo de 1998, cuando la selección brasileña se entrenaba en el estadio Trois-Sapins en Ozoir-la-Ferrière, un suburbio al sureste de París, el alcalde de la ciudad propuso cambiar el nombre del estadio en su honor.
En 2004, Taffarel se reincorporó al Galatasaray como entrenador de porteros, bajo la dirección de su excompañero Gheorghe Hagi, y regresó al club para la temporada 2011-12 nuevamente con Fatih Terim como entrenador. Actualmente trabaja como entrenador de porteros tanto para el Liverpool como para la selección brasileña.

## Vida personal

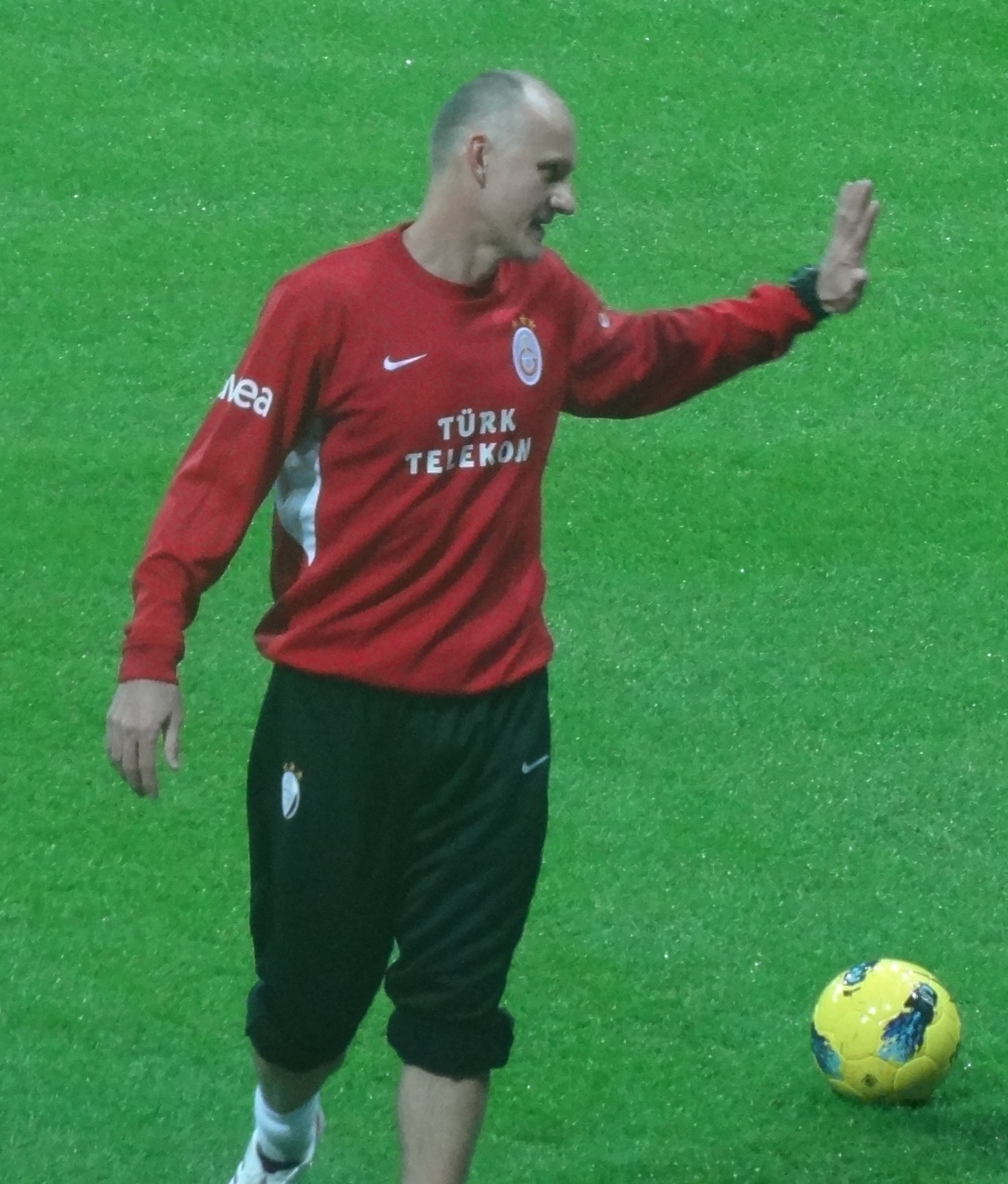
Claudio Taffarel en un partido con el Galatasaray

Nacido en Santa Rosa, Rio Grande do Sul, Brasil. Es de ascendencia alemana e italiana.
Además es un cristiano nacido de nuevo que ha compartido activamente su fe en numerosos lugares. Fue miembro de la Fellowship of Christian Athletes desde 1988, y tiene 17 hijos, 15 de ellos adoptados.